# 縣忍

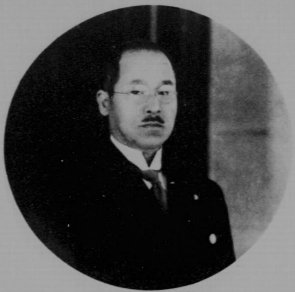
縣忍

縣 忍（あがた しのぶ、1881年（明治14年）6月30日 - 1942年（昭和17年）1月6日）は、日本の内務官僚、政治家。官選府県知事、樺太庁長官、名古屋市市長。

## 経歴
静岡県磐田郡二俣町出身。縣経武の二男として生まれる。第一高等学校を経て、1908年、東京帝国大学法科大学法律学科（独法）を卒業。同年11月、文官高等試験行政科試験に合格。内務省に入り栃木県属となる。
以後、栃木県警視、北海道庁事務官、同理事官、同視学官、長野県警察部長、兵庫県警察部長、福井県内務部長、警視庁警務部長などを歴任。
1922年10月、山形県知事に就任。以後、鹿児島県・千葉県・群馬県の各知事を務める。復興局部長・整地部長を経て、1929年7月、樺太庁長官に就任し1931年12月まで在任。1932年6月、大阪府知事となる。ゴーストップ事件に対応。1935年1月に大阪府知事を退任。1939年1月、名古屋市長となり、現職で死去した。

## 家族
- 父・県紑武（1853-） ‐ 静岡県士族。[3]
- 母・れし（1861-） ‐ 静岡平民・内山栄一郎の姉。[4]
- 弟・誠（1888-）- 妻のおじに岩手の豪商長岡半兵衛。[3]
- 妻・みつ（1883-） ‐ 静岡平民・斎藤秀太郎の妹。女子美術学校、共立女子職業学校出身。[3]